# Suchohrad
Suchohrad je naseljeno mjesto u okrugu Malacky u Bratislavskom kraju u Slovačkoj.

## Stanovništvo
| Godina:     | 1993. | 2003.   | 2013.    | 2023.   |
| ----------- | ----- | ------- | -------- | ------- |
| Broj ljudi: | 542   | 568     | 641      | 691     |
| Razlika:    |       | +4,79 % | +12,85 % | +7,80 % |

| Godina:     | 2022. | 2023.   |
| ----------- | ----- | ------- |
| Broj ljudi: | 685   | 691     |
| Razlika:    |       | +0,87 % |

Prema podatcima o broju stanovnika iz 2023. godine naselje je imalo 691 stanovnika.

## Vanjske poveznice
|  | Zajednički poslužitelj ima još gradiva o temi Suchohrad |

- Službena stranica naselja (sl.)